# Seznam dílů seriálu Prolhané krásky
Toto je seznam dílů seriálu Prolhané krásky. Americký dramatický seriál Prolhané krásky vysílá kabelová televize ABC Family od června 2010. V Česku jej vysílá stanice Prima Love od podzimu 2012.

## Přehled řad
| Řada | Díly | Premiéra v USA  | Premiéra v USA  | Premiéra v ČR  | Premiéra v ČR   |
| Řada | Díly | První díl       | Poslední díl    | První díl      | Poslední díl    |
| ---- | ---- | --------------- | --------------- | -------------- | --------------- |
| 1    | 22   | 8. června 2010  | 21. března 2011 | 27. října 2012 | 6. ledna 2013   |
| 2    | 25   | 14. června 2011 | 19. března 2012 | 12. ledna 2013 | 6. dubna 2013   |
| 3    | 24   | 5. června 2012  | 19. března 2013 | 4. ledna 2014  | 23. března 2014 |
| 4    | 24   | 11. června 2013 | 18. března 2014 | bude oznámeno  | bude oznámeno   |
| 5    | 25   | 10. června 2014 | 24. března 2015 | bude oznámeno  | bude oznámeno   |
| 6    | 20   | 2. června 2015  | 15. března 2016 | bude oznámeno  | bude oznámeno   |
| 7    | 20   | 21. června 2016 | 27. června 2017 | bude oznámeno  | bude oznámeno   |

## Seznam dílů

### První řada (2010–2011)
| Č. v seriálu | Č. v řadě | Původní název                                 | Český název                             | Režie               | Scénář                             | Premiéra v USA    | Premiéra v ČR      |
| ------------ | --------- | --------------------------------------------- | --------------------------------------- | ------------------- | ---------------------------------- | ----------------- | ------------------ |
| 1            | 1         | Pilot                                         | Pilot                                   | Lesli Linka Glatter | I. Marlene King                    | 8. června 2010    | 27. října 2012     |
| 2            | 2         | The Jenna Thing                               | Tajemství jménem Jenna                  | Liz Friedlander     | I. Marlene King                    | 15. června 2010   | 28. října 2012     |
| 3            | 3         | To Kill a Mocking Girl                        | Jak zabít dívku?                        | Elodie Keene        | Oliver Goldstick                   | 22. června 2010   | 3. listopadu 2012  |
| 4            | 4         | Can You Hear Me Now?                          | Už mě slyšíte?                          | Norman Buckley      | Joseph Dougherty                   | 29. června 2010   | 4. listopadu 2012  |
| 5            | 5         | Reality Bites Me                              | Bolestná realita                        | Wendey Stanzler     | Bryan M. Holdman                   | 6. července 2010  | 10. listopadu 2012 |
| 6            | 6         | There's No Place Like Homecoming              | Všude dobře, na plese absolventů nejlíp | Norman Buckley      | Maya Goldsmith                     | 13. července 2010 | 11. listopadu 2012 |
| 7            | 7         | The Homecoming Hangover                       | Těžký návrat domů                       | Chris Grismer       | Tamar Laddy                        | 20. července 2010 | 17. listopadu 2012 |
| 8            | 8         | Please, Do Talk About Me When I'm Gone        | Prosím, mluvte o mně, až budu mrtvá     | Arlene Sandford     | Joseph Dougherty                   | 27. července 2010 | 18. listopadu 2012 |
| 9            | 9         | The Perfect Storm                             | Dokonalá bouře                          | Jamie Babbit        | Oliver Goldstick                   | 3. srpna 2010     | 24. listopadu 2012 |
| 10           | 10        | Keep Your Friend Close                        | Drž se svých přátel                     | Ron Lagomarsino     | I. Marlene King                    | 10. srpna 2010    | 25. listopadu 2012 |
| 11           | 11        | Moments later                                 | Chvíli poté                             | Norman Buckley      | Joseph Dougherty                   | 3. ledna 2011     | 1. prosince 2012   |
| 12           | 12        | Salt Meets Wound                              | Sůl v ráně                              | Norman Buckley      | Oliver Godstick                    | 10. ledna 2011    | 2. prosince 2012   |
| 13           | 13        | Know Your Frenemies                           | Poznej své nepřátele                    | Ron Lagomarsino     | I. Marlene King                    | 17. ledna 2011    | 8. prosince 2012   |
| 14           | 14        | Carful What U Wish 4                          | Pozor na to, co si přeješ               | Norman Buckley      | Tamar Laddy                        | 24. ledna 2011    | 9. prosince 2012   |
| 15           | 15        | If at First You Don't Succeed, Lie, Lie Again | Pokud to na poprvé nevyjde, lži znovu   | Ron Lagomarsino     | Maya Goldsmoth                     | 31. ledna 2011    | 15. prosince 2012  |
| 16           | 16        | Je Suis Une Amie                              | Lekce francouzštiny                     | Chris Grismer       | Bryan M. Holdman                   | 7. února 2011     | 16. prosince 2012  |
| 17           | 17        | The New Normal                                | Nový standard                           | Michael Grossman    | Joseph Dougherty                   | 14. února 2011    | 22. prosince 2012  |
| 18           | 18        | The Badass Seed                               | Zlé sémě                                | Paul Lazarus        | Oliver Gostick a Francesca Rollins | 21. února 2011    | 23. prosince 2012  |
| 19           | 19        | A Person of Interest                          | V centru zájmu                          | Ron Lagomarsino     | I. Marlene King a Jonell Lennon    | 28. února 2011    | 29. prosince 2012  |
| 20           | 20        | Someone to Watch Over Me                      | Někdo, kdo by mě hlídal                 | Arlene Sanford      | Joseph Dougherty                   | 7. března 2011    | 30. prosince 2012  |
| 21           | 21        | Monsters in the End                           | Dům hrůzy                               | Chris Grismer       | Oliver Goldstick                   | 14. března 2011   | 5. ledna 2013      |
| 22           | 22        | For Whom the Bell Tolls                       | Komu zvoní hrana                        | Lesli Linka Glatter | I. Marlene King                    | 21. března 2011   | 6. ledna 2013      |

### Druhá řada (2011–2012)
| Č. v seriálu | Č. v řadě | Původní název                          | Český název                      | Režie               | Scénář                               | Premiéra v USA    | Premiéra v ČR   |
| ------------ | --------- | -------------------------------------- | -------------------------------- | ------------------- | ------------------------------------ | ----------------- | --------------- |
| 23           | 1         | It's Alive                             | Je naživu                        | Ron Lagomarsino     | I. Marlene King                      | 14. června 2011   | 12. ledna 2013  |
| 24           | 2         | The Goodbye Look                       | Loučení                          | Norman Buckley      | Joseph Dougherty                     | 21. června 2011   | 13. ledna 2013  |
| 25           | 3         | My Name Is Trouble                     | Samé potíže                      | Elodie Keene        | Oliver Goldstick                     | 28. června 2011   | 19. ledna 2013  |
| 26           | 4         | Blind Dates                            | Rande naslepo                    | Dean White          | Charlie Craig                        | 5. července 2011  | 20. ledna 2013  |
| 27           | 5         | The Devil You Know                     | Ďábel, kterého znáš              | Michael Grossman    | Maya Goldsmith                       | 12. července 2011 | 26. ledna 2013  |
| 28           | 6         | Never Letting Go                       | Nevzdávej se                     | J. Miller Tobin     | Bryan M. Holdman                     | 19. července 2011 | 27. ledna 2013  |
| 29           | 7         | Surface Tension                        | Pod povrchem                     | Norman Buckley      | Joseph Dougherty                     | 26. července 2011 | 2. února 2013   |
| 30           | 8         | Save the Date                          | Chybějící stránka                | Chris Grismer       | Matt Witten                          | 2. srpna 2011     | 3. února 2013   |
| 31           | 9         | Picture This                           | Představ si to                   | Patrick Norris      | Jonell Lennon                        | 9. srpna 2011     | 9. února 2013   |
| 32           | 10        | Touched by an A-ngel                   | Družička                         | Chad Lowe           | Charlie Craig a Maya Goldsmith       | 16. srpna 2011    | 10. února 2013  |
| 33           | 11        | I Must Confess                         | Chci se přiznat                  | Norman Buckley      | Oliver Goldstick                     | 23. srpna 2011    | 16. února 2013  |
| 34           | 12        | Over My Dead Body                      | Přes moji mrtvolu                | Ron Lagomarsino     | I. Marlene King                      | 30. srpna 2011    | 17. února 2013  |
| 35           | 13        | The First Secret                       | První tajemství                  | Dana W. Gonzales    | I. Marlene King                      | 19. října 2011    | 23. února 2013  |
| 36           | 14        | Through Many Dangers, Toils and Snares | Skrz nebezpečí, nástrahy a pasti | Norman Buckley      | Joseph Dougherty                     | 2. ledna 2012     | 24. února 2013  |
| 37           | 15        | A Hot Piece of 'A'                     | Žhavý kousek                     | Michael Grossman    | Oliver Goldstick                     | 9. ledna 2012     | 2. března 2013  |
| 38           | 16        | Let the Water Hold Me Down             | Ať mě voda drží u dna            | Chris Grismer       | Bryan M. Holdman                     | 16. ledna 2012    | 3. března 2013  |
| 39           | 17        | Blond Leading the Blind                | Blondýna vede slepou             | Arlene Sanford      | Charlie Craig                        | 23. ledna 2012    | 9. března 2013  |
| 40           | 18        | A Kiss Before Lying                    | Polibek před ulehnutím           | Wendey Stanzler     | Maya Goldsmith                       | 30. ledna 2012    | 10. března 2013 |
| 41           | 19        | The Naked Thruth                       | Hra na pravdu                    | Elodie Keene        | Oliver Goldstick a Francesca Rollins | 6. února 2012     | 16. března 2013 |
| 42           | 20        | CTRL:A                                 | Jaký bratr, taková sestra        | Ron Lagomarsino     | Joseph Dougherty a Lijah J. Barasz   | 13. února 2012    | 17. března 2013 |
| 43           | 21        | Breaking the Code                      | Vyluštěná šifra                  | Roger Kumble        | Jonell Lennon                        | 20. února 2012    | 23. března 2013 |
| 44           | 22        | Father Knows Best                      | Otec to ví nejlíp                | Chad Lowe           | Charlie Craig a Bryan M. Holdman     | 27. února 2012    | 24. března 2013 |
| 45           | 23        | Eye of the Beholder                    | Pozorovatel                      | Melanie Mayron      | Joseph Dougherty                     | 5. března 2012    | 30. března 2013 |
| 46           | 24        | If These Dolls Could Talk              | Kdyby panenky mohly mluvit       | Ron Lagomarsino     | Oliver Goldstick a Maya Goldsmith    | 12. března 2012   | 31. března 2013 |
| 47           | 25        | unmAsked                               | Odhalení                         | Lesli Linka Glatter | I. Marlene King                      | 19. března 2012   | 6. dubna 2013   |

### Třetí řada (2012–2013)
| Č. v seriálu | Č. v řadě | Původní název                           | Český název                | Režie            | Scénář                                             | Premiéra v USA    | Premiéra v ČR   |
| ------------ | --------- | --------------------------------------- | -------------------------- | ---------------- | -------------------------------------------------- | ----------------- | --------------- |
| 48           | 1         | It Happened That Night                  | Tehdy v noci               | Ron Lagomarsino  | I. Marlene King                                    | 5. června 2012    | 4. ledna 2014   |
| 49           | 2         | Blood is the New Black                  | Módní barva krev           | Norman Buckley   | Oliver Goldstick                                   | 12. června 2012   | 5. ledna 2014   |
| 50           | 3         | Kingdom of the Blind                    | Království slepých         | Chad Lowe        | Joseph Dougherty                                   | 19. června 2012   | 11. ledna 2014  |
| 51           | 4         | Birds of a Feather                      | Vrána k vráně sedá         | Roger Kumble     | námět: Michael J. Cinquemani scénář: Jonell Lennon | 26. června 2012   | 12. ledna 2014  |
| 52           | 5         | That Girl is Poison                     | Jako jed                   | Chad Lowe        | Bryan M. Holdman                                   | 10. července 2012 | 18. ledna 2014  |
| 53           | 6         | The Remains of the 'A'                  | To, co zbylo z 'A'         | Norman Buckley   | Maya Goldsmith                                     | 17. července 2012 | 19. ledna 2014  |
| 54           | 7         | Crazy                                   | Blázen                     | Patrick Norris   | Andy Reaser                                        | 24. července 2012 | 25. ledna 2014  |
| 55           | 8         | Stolen Kisses                           | Ukradené polibky           | Zetna Fuentes    | Joseph Dougherty                                   | 31. července 2012 | 26. ledna 2014  |
| 56           | 9         | The Kahn Game                           | Kahnova hra                | Wendey Stanzler  | Lijah J. Barasz                                    | 7. srpna 2012     | 1. února 2014   |
| 57           | 10        | What Lies Beneath                       | Pod povrchem               | Patrick Norris   | Jonell Lennon                                      | 14. srpna 2012    | 2. února 2014   |
| 58           | 11        | Signle Fright Female                    | Vyděšená mladá žena        | Joanna Kerns     | Oliver Goldstick a Maya Goldsmith                  | 21. srpna 2012    | 8. února 2014   |
| 59           | 12        | The Lady Killer                         | Vražedkyně                 | Ron Lagomarsino  | I. Marlene King                                    | 28. srpna 2012    | 9. února 2014   |
| 60           | 13        | This Is a Dark Ride                     | Temná jízda                | Tim Hunter       | Joseph Dougherty                                   | 23. října 2012    | 15. února 2014  |
| 61           | 14        | She's Better Now                        | Teď už je hodná            | Wendy Stanzler   | Oliver Goldstick                                   | 8. ledna 2013     | 16. února 2014  |
| 62           | 15        | Mona-Mania                              | Posedlost Monou            | Norman Buckley   | Bryan M. Holdman                                   | 15. ledna 2013    | 22. února 2014  |
| 63           | 16        | Misery Loves Company                    | Když trpět, tak všichni    | I. Marlene King  | I. Marlene King a Jonell Lennon                    | 22. ledna 2013    | 23. února 2014  |
| 64           | 17        | Out of the Frying Pan, Into the Inferno | Z výhně přímo do pekla     | Michael Grossman | Maya Goldsmith                                     | 29. ledna 2013    | 1. března 2014  |
| 65           | 18        | Dead to Me                              | Pro mě jsi mrtvá           | Arlene Sanford   | Joseph Dougherty a Lijah J. Barasz                 | 5. února 2013     | 2. března 2014  |
| 66           | 19        | What Becomes of the Broken-Hearted      | Co bude s tou zoufalkou    | Ron Lagomarsino  | Oliver Goldstick a Francesca Rollins               | 12. února 2013    | 8. března 2014  |
| 67           | 20        | Hot Water                               | Žhavá lázeň                | Chad Lowe        | Andy Reaser                                        | 19. února 2013    | 9. března 2014  |
| 68           | 21        | Out of Sight, Out of Mind               | Sejde z očí, sejde z mysli | Melanie Mayron   | Jonell Lennon                                      | 26. února 2013    | 15. března 2014 |
| 69           | 22        | Will the Circle Be Unbroken?            | Neporušíme ten kruh náš    | Ron Lagomarsino  | Joseph Dougherty                                   | 5. března 2013    | 16. března 2014 |
| 70           | 23        | I'm Your Puppet                         | Jako loutka                | Oliver Goldstick | Oliver Goldstick a Maya Goldsmith                  | 12. března 2013   | 22. března 2014 |
| 71           | 24        | A Dangerous gAme                        | Nebezpečná hra             | Patrick Norris   | I. Marlene King                                    | 19. března 2013   | 23. března 2014 |

### Čtvrtá řada (2013–2014)
| Č. v seriálu | Č. v řadě | Původní název                 | Český název             | Režie            | Scénář                                               | Premiéra v USA    | Premiéra v ČR  |
| ------------ | --------- | ----------------------------- | ----------------------- | ---------------- | ---------------------------------------------------- | ----------------- | -------------- |
| 72           | 1         | A is for A-l-i-v-e            | A je N-a-ž-i-v-u        | I. Marlene King  | I. Marlene King                                      | 11. června 2013   | 15. dubna 2016 |
| 73           | 2         | Turn of the Shoe              | Otočení boty            | Joanna Kerns     | Oliver Goldstick                                     | 18. června 2013   | bude oznámeno  |
| 74           | 3         | Cat's Cradle                  | Kolébka                 | Norman Buckley   | Joseph Dougherty                                     | 25. června 2013   | bude oznámeno  |
| 75           | 4         | Face Time                     | Čas tváře               | Norman Buckley   | Joseph Dougherty                                     | 2. července 2013  | bude oznámeno  |
| 76           | 5         | Gamma Zeta Die                | Gama zeta zemři         | Mick Garris      | Maya Goldsmith                                       | 9. července 2013  | bude oznámeno  |
| 77           | 6         | Under the Gun                 | Pod zbraní              | Wendey Stanzler  | Lijah J. Barasz                                      | 16. července 2013 | bude oznámeno  |
| 78           | 7         | Crash and Burn, Girl!         | Padat a hořet, holka!   | Ron Lagomarsino  | Bryan M. Holdman                                     | 23. července 2013 | bude oznámeno  |
| 79           | 8         | The guilty girl's handbook    | Vinařská příručka dívky | Janice Cooke     | Jan Oxenberg                                         | 30. července 2013 | bude oznámeno  |
| 80           | 9         | Into the Deep                 | Do hloubky              | Chad Lowe        | Jonell Lennon                                        | 6. srpna 2013     | bude oznámeno  |
| 81           | 10        | The Mirror Has Three Faces    | Zrcadlo má tři tváře    | Norman Buckley   | Maya Goldsmith                                       | 13. srpna 2013    | bude oznámeno  |
| 82           | 11        | Bring Down the Hoe            | Sejměte tu couru        | Melanie Mayron   | Oliver Goldstick a Francesca Rollins                 | 23. srpna 2013    | bude oznámeno  |
| 83           | 12        | Now You See Me, Now You Don't | Teď mě vidíš, teď už ne | Norman Buckley   | I. Marlene King a Bryan M. Holdman                   | 27. srpna 2013    | bude oznámeno  |
| 84           | 13        | Grave New World               | Hrob nového světa       | Ron Lagomarsino  | Joseph Dougherty, I. Marlene King a Oliver Goldstick | 22. října 2013    | bude oznámeno  |
| 85           | 14        | Who's in the Box?             | Kdo je v krabici?       | Chad Lowe        | Joseph Dougherty                                     | 7. ledna 2014     | bude oznámeno  |
| 86           | 15        | Love ShAck, Baby              | Chatrč lásky, zlato     | Norman Buckley   | Lijah J. Barasz                                      | 14. ledna 2014    | bude oznámeno  |
| 87           | 16        | Close Encounters              | Blízká setkání          | Arthur Anderson  | Jonell Lennon                                        | 21. ledna 2014    | bude oznámeno  |
| 88           | 17        | Bite Your Tongue              | Kousnout se do jazyka   | Arlene Sanford   | Maya Goldsmith                                       | 28. ledna 2014    | bude oznámeno  |
| 89           | 18        | Hot for Teacher               | Zakoukaná do učitele    | Tripp Reed       | Bryan M. Holdman                                     | 4. února 2014     | bude oznámeno  |
| 90           | 19        | Shadow play                   | Hra stínů               | Joseph Dougherty | Joseph Dougherty                                     | 11. února 2014    | bude oznámeno  |
| 91           | 20        | Free Fall                     | Volný pád               | Melanie Mayron   | Maya Goldsmith                                       | 18. února 2014    | bude oznámeno  |
| 92           | 21        | She's Come Undone             | Přichází zpět           | Chad Lowe        | Jonell Lennon                                        | 25. února 2014    | bude oznámeno  |
| 93           | 22        | Cover for Me                  | Kryt pro mě             | Michael Grossman | Bryan M. Holdman                                     | 4. března 2014    | bude oznámeno  |
| 94           | 23        | Unbridled                     | Neschopný               | Oliver Goldstick | Oliver Goldstick a Maya Goldsmith                    | 11. března 2014   | bude oznámeno  |
| 95           | 24        | A is for Answers              | A je pro odpovědi       | I. Marlene King  | I. Marlene King                                      | 18. března 2014   | bude oznámeno  |

### Pátá řada (2014–2015)
| Č. v seriálu | Č. v řadě | Původní název                               | Český název                                 | Režie            | Scénář                               | Premiéra v USA    | Premiéra v ČR |
| ------------ | --------- | ------------------------------------------- | ------------------------------------------- | ---------------- | ------------------------------------ | ----------------- | ------------- |
| 96           | 1         | EscApe from New York                        | Útěk z New Yorku                            | Norman Buckley   | I. Marlene King                      | 10. června 2014   | bude oznámeno |
| 97           | 2         | Whirly Girlie                               | Světačka                                    | Joanna Kerns     | Oliver Goldstick                     | 17. června 2014   | bude oznámeno |
| 98           | 3         | Surfing the Aftershocks                     | Příboj dozvuků                              | Chad Lowe        | Joseph Dougherty                     | 24. června 2014   | bude oznámeno |
| 99           | 4         | Thrown from the Ride                        | Vyhozený z jízdy                            | Janice Cooke     | Maya Goldsmith                       | 1. července 2014  | bude oznámeno |
| 100          | 5         | Miss Me x 100                               | Chybím vám nastokrát                        | Norman Buckley   | I. Marlene King                      | 8. července 2014  | bude oznámeno |
| 101          | 6         | Run, Ali, Run                               | Běž, Ali, Běž                               | Norman Buckley   | Jonell Lennon                        | 15. července 2014 | bude oznámeno |
| 102          | 7         | The Silence of E. Lamb                      | Mlčení E. Lamba                             | Joshua Butler    | Bryan M. Holdman                     | 22. července 2014 | bude oznámeno |
| 103          | 8         | Scream For Me                               | Křič pro mě                                 | Bethany Rooney   | Oliver Goldstick a Maya Goldsmith    | 29. července 2014 | bude oznámeno |
| 104          | 9         | March of Crimes                             | Demonstrace zločinů                         | Chad Lowe        | Oliver Goldstick a Maya Goldsmith    | 5. srpna 2014     | bude oznámeno |
| 105          | 10        | A Dark Ali                                  | Temná Ali                                   | Arlene Sanford   | Lijah J. Barasz                      | 12. srpna 2014    | bude oznámeno |
| 106          | 11        | No One Here Can Love or Understand Me       | Nikdo zde mě nemůže milovat nebo pochopit   | Larry Reibma     | Joseph Dougherty                     | 19. srpna 2014    | bude oznámeno |
| 107          | 12        | Taking This One to the Grave                | Vezmeme to do hrobu                         | Ron Lagomarsino  | I. Marlene King                      | 26. srpna 2014    | bude oznámeno |
| 108          | 13        | How the 'A' Stole Christmas                 | Jak A ukradla Vánoce                        | I. Marlene King  | I. Marlene King a Kyle Bown          | 9. prosince 2014  | bude oznámeno |
| 109          | 14        | Through a Glass, Darkly                     | Skrz sklo, tmavé                            | Chad Lowe        | Joseph Dougherty a Lijah J. Barasz   | 6. ledna 2015     | bude oznámeno |
| 110          | 15        | Fresh Meat                                  | Čerstvé maso                                | Zetna Fuentes    | Oliver Goldstick a Maya Goldsmith    | 13. ledna 2015    | bude oznámeno |
| 111          | 16        | Over a Barrel                               | Přes hlaveň                                 | Michael Grossman | Bryan M. Holdman                     | 20. ledna 2015    | bude oznámeno |
| 112          | 17        | The Bin of Sin                              | Barel hříchu                                | Tripp Reed       | Jonell Lennon                        | 27. ledna 2015    | bude oznámeno |
| 113          | 18        | Oh, What Hard Luck Stories They All Hand Me | Oh, jaké těžké příběhy mi všichni odevzdají | Joseph Dougherty | Joseph Dougherty                     | 3. února 2015     | bude oznámeno |
| 114          | 19        | Out, Damned Spot                            | Venku, zatracený bod                        | Nzingha Stewart  | Lijah J. Barasz                      | 10. února 2015    | bude oznámeno |
| 115          | 20        | Pretty Isn't the Point                      | Krása není všechno                          | Melanie Mayron   | Oliver Goldstick a Francesca Rollins | 17. února 2015    | bude oznámeno |
| 116          | 21        | Bloody Hell                                 | Sakra                                       | Arlene Sanford   | Maya Goldsmith                       | 24. února 2015    | bude oznámeno |
| 117          | 22        | To Plea or Not to Plea                      | Chcete-li nebo ne                           | Arthur Anderson  | Jonell Lennon                        | 3. března 2015    | bude oznámeno |
| 118          | 23        | The Melody Lingers On                       | Melodie stále zní                           | Roger Kumble     | Joseph Dougherty                     | 10. března 2015   | bude oznámeno |
| 119          | 24        | I'm a Good Girl, I Am                       | Jsem hodná holka, jsem                      | Oliver Goldstick | Oliver Goldstick a Maya Goldsmith    | 17. března 2015   | bude oznámeno |
| 120          | 25        | Welcome to the Dollhouse                    | Vítejte v domečku pro panenky               | Ron Lagomarsino  | I. Marlene King                      | 24. března 2015   | bude oznámeno |

### Šestá řada (2015–2016)
| Č. v seriálu | Č. v řadě | Původní název               | Český název                       | Režie               | Scénář                                                           | Premiéra v USA    | Premiéra v ČR |
| ------------ | --------- | --------------------------- | --------------------------------- | ------------------- | ---------------------------------------------------------------- | ----------------- | ------------- |
| 121          | 1         | Game On, Charles            | Hra začíná, Charlesi              | Chad Lowe           | námět: I. Marlene King scénář: I. Marlene King a Lijah J. Barasz | 2. června 2015    | bude oznámeno |
| 122          | 2         | Songs of Innocence          | Písničky nevinnosti               | Norman Buckley      | Joseph Dougherty                                                 | 9. června 2015    | bude oznámeno |
| 123          | 3         | Songs of Experience         | Písničky zkušenosti               | Norman Buckley      | Joseph Dougherty                                                 | 16. června 2015   | bude oznámeno |
| 124          | 4         | Don't Look Now              | Teď se nedívej                    | Arlene Sanford      | Jonell Lennon                                                    | 23. června 2015   | bude oznámeno |
| 125          | 5         | She's No Angel              | Není SvAtá                        | Michael Grossman    | Oliver Goldstick a Maya Goldsmith                                | 30. června 2015   | bude oznámeno |
| 126          | 6         | No Stone Unturned           | Otočíme každý kámen               | Chad Lowe           | Oliver Goldstick a Maya Goldsmith                                | 14. července 2015 | bude oznámeno |
| 127          | 7         | O Brother, Where Art Thou   | Ó bratře, kde jsi                 | Bethany Rooney      | Lijah J. Barasz                                                  | 21. července 2015 | bude oznámeno |
| 128          | 8         | FrAmed                      | FAlešné obvinění                  | Larry Reibman       | Bryan M. Holdman                                                 | 28. července 2015 | bude oznámeno |
| 129          | 9         | Last Dance                  | Poslední tanec                    | Janice Cooke        | Oliver Goldstick a Francesca Rollins                             | 4. srpna 2015     | bude oznámeno |
| 130          | 10        | Game Over, Charles          | Hra skončila, Charlesi            | I. Marlene King     | I. Marlene King                                                  | 11. srpna 2015    | bude oznámeno |
| 131          | 11        | Of Late I Think of Rosewood | Poslední dobou myslím na Rosewood | Ron Lagomarsino     | Joseph Dougherty                                                 | 12. ledna 2016    | bude oznámeno |
| 132          | 12        | Charlotte's Web             | Charlottina pavučinka             | Joanna Kerns        | Jonell Lennon a Lijah J. Barasz                                  | 19. ledna 2016    | bude oznámeno |
| 133          | 13        | The Gloves Are On           | Nasazené rukavice                 | Kimberly McCullough | Maya Goldsmith                                                   | 26. ledna 2016    | bude oznámeno |
| 134          | 14        | New Guys, New Lies          | Noví kluci, nové lži              | Zetna Fuentes       | Kyle Bown a Kateland Brown                                       | 2. února 2016     | bude oznámeno |
| 135          | 15        | Do Not Disturb              | Nerušit                           | Melanie Mayron      | Bryan M. Holdman                                                 | 9. února 2016     | bude oznámeno |
| 136          | 16        | Where Somebody Waits For Me | kde někdo čeká na mě              | Joseph Dougherty    | Joseph Dougherty                                                 | 16. února 2016    | bude oznámeno |
| 137          | 17        | We've All Got Baggage       | Všichni máme závaží               | Paula Hunziker      | Oliver Goldstick                                                 | 23. února 2016    | bude oznámeno |
| 138          | 18        | Burn This                   | Spal to                           | Arthur Anderson     | Maya Goldsmith                                                   | 1. března 2016    | bude oznámeno |
| 139          | 19        | Did You Miss Me?            | Chyběla jsem vám?                 | Roger Kumble        | Joseph Dougherty                                                 | 8. března 2016    | bude oznámeno |
| 140          | 20        | Hush Hush, Sweet Liars      | Kuš kuš, sladké lhářky            | Ron Lagomarsino     | I. Marlene King                                                  | 15. března 2016   | bude oznámeno |

### Sedmá řada (2016–2017)
| Č. v seriálu | Č. v řadě | Původní název                      | Český název                 | Režie               | Scénář                                                                      | Premiéra v USA    | Premiéra v ČR |
| ------------ | --------- | ---------------------------------- | --------------------------- | ------------------- | --------------------------------------------------------------------------- | ----------------- | ------------- |
| 141          | 1         | Tick-Tock, Bitches                 | Ťik ťak, mrchy              | Ron Lagomarsino     | I. Marlene King                                                             | 21. června 2016   | bude oznámeno |
| 142          | 2         | Bedlam                             | Bedlam                      | Tawnia McKiernan    | Joseph Dougherty                                                            | 28. června 2016   | bude oznámeno |
| 143          | 3         | The Talented Mr. Rollins           | Talentovaný pan Rollins     | Zetna Fuentes       | Jonell Lennon                                                               | 5. července 2016  | bude oznámeno |
| 144          | 4         | Hit and Run, Run, Run              | Naboř a utíkej, utíkej      | Michael Goi         | Maya Goldsmith                                                              | 12. července 2016 | bude oznámeno |
| 145          | 5         | Along Comes Mary                   | Přichází Mary               | Norman Buckley      | Bryan M. Holdman                                                            | 19. července 2016 | bude oznámeno |
| 146          | 6         | Wanted: Dead or Alive              | Hledá se: mrtvý nebo živý   | Bethany Rooney      | Lijah J. Barasz                                                             | 2. srpna 2016     | bude oznámeno |
| 147          | 7         | Original G'A'ngsters               | Originální GAngsteři        | Melanie Mayron      | Kateland Brown                                                              | 9. srpna 2016     | bude oznámeno |
| 148          | 8         | Exes and OMGs                      | Bývalí a OMG                | Kimberly McCullough | Charlie Craig                                                               | 16. srpna 2016    | bude oznámeno |
| 149          | 9         | The Wrath of Kahn                  | Kahnův hněv                 | Chad Lowe           | Jonell Lennon                                                               | 23. srpna 2016    | bude oznámeno |
| 150          | 10        | The DArkest Knight                 | Nejtemnější rytíř           | Arlene Sanford      | I. Marlene King a Maya Goldsmith                                            | 30. srpna 2016    | bude oznámeno |
| 151          | 11        | Playtime                           | Čas si hrát                 | Chad Lowe           | Allyson N. Nelson a Joseph Dougherty                                        | 18. dubna 2017    | bude oznámeno |
| 152          | 12        | These Boots Were Made for Stalking | Boty vytvořené pro stalking | Ron Lagomarsino     | Oliver Goldstick                                                            | 25. dubna 2017    | bude oznámeno |
| 153          | 13        | Hold Your Piece                    | Drž svoji část              | Marta Cunningham    | Bryan M. Holdman                                                            | 2. května 2017    | bude oznámeno |
| 154          | 14        | Power Play                         | Mocenská hra                | Roger Kumble        | Lijah J. Barasz                                                             | 9. května 2017    | bude oznámeno |
| 155          | 15        | In the Eye Abides the Heart        | Oko do duše okno            | Troian Bellisario   | Joseph Dougherty                                                            | 23. května 2017   | bude oznámeno |
| 156          | 16        | The Glove that Rocks the Cradle    | Ruka, která houpe kolébkou  | Paula Hunziker      | Maya Goldsmith                                                              | 30. května 2017   | bude oznámeno |
| 157          | 17        | Driving Miss Crazy                 | Jízda slečny šílené         | Oliver Goldstick    | Francesca Rollins a Oliver Goldstick                                        | 6. června 2017    | bude oznámeno |
| 158          | 18        | Choose or Lose                     | Vyberte, nebo prohrajte     | Norman Buckley      | Charlie Craig                                                               | 13. června 2017   | bude oznámeno |
| 159          | 19        | Farewell, My Lovely                | Sbohem, má milovaná         | Joseph Dougherty    | Joseph Dougherty                                                            | 20. června 2017   | bude oznámeno |
| 160          | 20        | Till Death Do Us Part              | Dokud nás smrt nerozdělí    | I. Marlene King     | námět: I. Marlene King a Kyle Bown scénář: I. Marlene King a Maya Goldsmith | 27. června 2017   | bude oznámeno |

## Speciály
| Č. speciálu | Řada | Původní název             | Vypravěč                                 | Vysíláno mezi díly                                       | Datum premiéry     |
| ----------- | ---- | ------------------------- | ---------------------------------------- | -------------------------------------------------------- | ------------------ |
| 1           | 4    | A LiArs Guide to Rosewood | Janel Parrish jako Mona Vanderwaal       | A dAngerous gAme 'A' Is for A-l-i-v-e                    | 4. června 2013     |
| 2           | 5    | We Love You to DeAth      | štáb Prolhaných krásek                   | Taking This One To the Grave How the 'A' Stole Christmas | 21. října 2014     |
| 3           | 6    | 5 Years Forward           | I. Marlene King a štáb Prolhaných krásek | Game Over, Charles Of Late I Think of Rosewood           | 24. listopadu 2015 |
| 4           | 7    | PLL: A-List Wrap Party    | I. Marlene King a štáb Prolhaných krásek | Till DeAth Do Us Part                                    | 27. června 2017    |

## Webizody

### Pretty Dirty Secrets
Během dvouměsíční pauzy roku 2012 se každý týden na oficiálních stránkách seriálu objevovaly krátkometrážní mini-díly.
| Č. v seriálu | Č. v řadě | Původní název  | Režie           | Scénář                  | Datum premiéry |
| ------------ | --------- | -------------- | --------------- | ----------------------- | -------------- |
| 1            | 1         | A reservAtion  | Arthur Anderson | Kyle Bown a Kim Turrisi | 28. srpna 2012 |
| 2            | 2         | A Reunion      | Arthur Anderson | Kyle Bown a Kim Turrisi | 4. září 2012   |
| 3            | 3         | A VoicemAil    | Arthur Anderson | Kyle Bown a Kim Turrisi | 11. září 2012  |
| 4            | 4         | I'm a Free MAn | Arthur Anderson | Kyle Bown a Kim Turrisi | 18. září 2012  |
| 5            | 5         | TrAde Off      | Arthur Anderson | Kyle Bown a Kim Turrisi | 25. září 2012  |
| 6            | 6         | AssociAtion    | Arthur Anderson | Kyle Bown a Kim Turrisi | 2. října 2012  |
| 7            | 7         | CAll Security  | Arthur Anderson | Kyle Bown a Kim Turrisi | 9. října 2012  |
| 8            | 8         | The 'A' Train  | Arthur Anderson | Kyle Bown a Kim Turrisi | 16. října 2012 |